# Université Favaloro
L'université Favaloro (en espagnol : Universidad Favaloro ou UF) est une université argentine située dans le quartier de Monserrat à Buenos Aires, en Argentine. Cette institution était le projet d'un des chirurgiens les plus reconnus, René Favaloro. Elle fut créée en 1992.